# Richmond (New Hampshire)
Richmond – miasto w Stanach Zjednoczonych, w stanie New Hampshire, w hrabstwie Cheshire.